# کیودونو
کیودونو (به ایتالیایی: Chiuduno) یک کومونه در ایتالیا است که در استان برگامو واقع شده‌است. کیودونو ۶٫۶ کیلومتر مربع مساحت و ۵٬۳۴۸ نفر جمعیت دارد و ۲۱۸ متر بالاتر از سطح دریا واقع شده‌است.